# Slike iz groba (televizijska serija)

Slike iz groba poznata i kao Mrtvaci (eng. Dead Still) je šestodijelna irsko-kanadska televizijska dramska serija, koja je premijerno prikazana 18. svibnja 2020. na britanskoj streaming platformi Acorn TV i od 15. svibnja 2020. na kanadskom kanalu Citytv. Serija je koprodukcija između irskog studija Deadpan Pictures i kanadskog studija Shaftesbury Films, a napisali su je John Morton, iz priče Johna Mortona i Imogena Murphyja, a režirali su je Imogen Murphy i Craig David Wallace.
Godine 2021. serija je nominirana za 7 IFTA-ova na 17. Irskim nagradama za film i televiziju, uključujući najbolju dramu i najboljeg redatelja.
U Hrvatskoj serije se premijerno prikazala pod nazivom "Slike iz groba" na kanalu Epic Drama od 16. listopada do 20. studenoga 2020. Od 17. ožujka do 10. travnja 2024. serija se prikazuje pod nazivom "Mrtvaci" na kanalu Star Crime.

## Radnja
Memorijalni fotograf Brock Blennerhasset živi od fotografiranja mrtvih 1880-ih, u vrijeme kad je običaj fotografiranja nedavno preminulih osoba bio popularan u Irskoj i diljem Europe, smatrale su se najdragocjenijom uspomenom. Kada niz ubojstava prijeti smrtonosnom reputacijom Blennerhasset-a, čvrst detektiv ga odvlači u istragu Dublinskog podzemlja.

## Glumačka postava
- Michael Smiley kao Brock Blennerhasset
- Aidan O'Hare kao Frederick Regan, časnik D.M.P.
- Eileen O'Higgins kao Nancy Vickers, Brockova nećakinja i aspirajuća glumica
- Kerr Logan kao Conall Malloy, grobar i Brockov pomoćnik
- Jimmy Smallhorne kao Cecil Carruthers
- Mark Rendall kao Percy Cummins
- Martin Donovan kao Bushrod Whacker
- Aoife Duffin kao Betty Regan
- Peter Campion kao Henry Vickers
- Rhys Dunlop kao Ronnie Roper
- Fiona Bell kao Abigail Vickers
- Gemma-Leah Devereux kaos Hanna Dubby
- Patrick FitzSymons kao William Glendinning
- Jordanne Jones kao Lily Molloy
- Laura Murray kao Eva Lambert / The Ghost Queen
- Mary Murray kao Aline Lambert
- Lynn Rafferty kao Bessie Bulger
- Shane Lennon kao Harry Farrelly
- John Morton kao Ossie Burke
- Natalia Cooper kao Vicenta

## Pregled serije
U Hrvatskoj serije se premijerno prikazala pod nazivom "Slike iz groba" na kanalu Epic Drama od 16. listopada do 20. studenoga 2020. Od 17. ožujka do 10. travnja 2024. serija se prikazuje pod nazivom "Mrtvaci" na kanalu Star Crime.
| Ep. u seriji | Ep. u sezoni | Izvorni naslov         | Hrvatski naslov       | Redatelj                            | Datum prikazivanja                    |
| ------------ | ------------ | ---------------------- | --------------------- | ----------------------------------- | ------------------------------------- |
| 1            | 1            | "Photochemistry"       | "Fotokemija"          | Imogen Murphy                       | 18. svibnja 2020. 16. listopada 2020. |
| 2            | 2            | "Development"          | "Razvijanje"          | Imogen Murphy                       | 18. svibnja 2020. 23. listopada 2020. |
| 3            | 3            | "Daguerreotype"        | "Dagerotipija"        | Imogen Murphy                       | 25. svibnja 2020. 30. listopada 2020. |
| 4            | 4            | "Camera Obscura"       | "Kamera opskura"      | Craig David Wallace                 | 1. lipnja 2020. 6. studenoga 2020.    |
| 5            | 5            | "Snuff"                | Craig David Wallace   | 8. lipnja 2020. 13. studenoga 2020. |                                       |
| 6            | 6            | "Only Memories Remain" | "Ostaju samo uspoene" | Imogen Murphy                       | 15. lipnja 2020. 20. studenoga 2020.  |

## Vanjske poveznice
- Dead Still u internetskoj bazi filmova IMDb-a
- Službena stranica – Star Crime